# Мосс-Біч (Каліфорнія)
Мосс-Біч (англ. Moss Beach) — переписна місцевість (CDP) в США, в окрузі Сан-Матео штату Каліфорнія. Населення — 3103 особи (2010).

## Географія
Мосс-Біч розташований за координатами 37°31′6″ пн. ш. 122°30′12″ зх. д. / 37.51833° пн. ш. 122.50333° зх. д. (37.518367, -122.503461).  За даними Бюро перепису населення США в 2010 році переписна місцевість мала площу 5,84 км², уся площа — суходіл.

## Демографія
Згідно з переписом 2010 року, у переписній місцевості мешкали 3103 особи в 1062 домогосподарствах у складі 733 родин. Густота населення становила 532 особи/км².  Було 1154 помешкання (198/км²).
Расовий склад населення:
| - 73,5 % — білих - 3,8 % — азіатів - 1,4 % — корінних американців - 0,8 % — чорних або афроамериканців - 0,3 % — вихідців з тихоокеанських островів - 15,9 % — осіб інших рас |

До двох чи більше рас належало 4,3 %. Частка іспаномовних становила 29,1 % від усіх жителів.
За віковим діапазоном населення розподілялося таким чином: 22,9 % — особи молодші 18 років, 65,4 % — особи у віці 18—64 років, 11,7 % — особи у віці 65 років та старші. Медіана віку мешканця становила 43,2 року. На 100 осіб жіночої статі у переписній місцевості припадало 99,9 чоловіків;  на 100 жінок у віці від 18 років та старших — 97,6 чоловіків також старших 18 років.
Середній дохід на одне домашнє господарство  становив 134 496 доларів США (медіана — 91 441), а середній дохід на одну сім'ю — 151 559 доларів (медіана — 122 853). За межею бідності перебувало 5,1 % осіб, у тому числі 4,0 % дітей у віці до 18 років та 11,0 % осіб у віці 65 років та старших.
Цивільне працевлаштоване населення становило 1638 осіб. Основні галузі зайнятості: науковці, спеціалісти, менеджери — 23,1 %, освіта, охорона здоров'я та соціальна допомога — 16,2 %, будівництво — 9,5 %, виробництво — 9,3 %.